# 암살지령
"암살지령"은 1974년에 개봉한 대한민국의 영화이다.

## 캐스팅
- 이대엽
- 장동휘
- 허장강
- 장혁
- 박지영
- 강민호
- 한문정
- 이경희
- 문오장
- 최성
- 최창호
- 이향
- 최성호
- 조덕성
- 이강조
- 박동룡
- 김왕국
- 최석
- 최무웅
- 황건
- 김영철
- 태일
- 남성국
- 손창민
- 문승주
- 이충휘